# Molí de la Casada
Molí de la Casada és una obra d'Arbolí (Baix Camp) inclosa a l'Inventari del Patrimoni Arquitectònic de Catalunya.

## Descripció
Situat a la dreta del Riu d'Arbolí, al Sud-Est del nucli poblacional d'Arbolí, en una zona on es concentren altres molins d'aigua i masos del municipi.
Actualment compleix la funció d'habitatge particular, per la qual cosa l'estructura arquitectònica original ha estat intervinguda i adaptada.
Es tracta d'un edifici de planta quadrangular, bastit amb murs de pedra escairada i teulada a dues aigües.

## Història
Segons MANENT, A. (2006), era un molí paperer, fundat pels germans Domingo, d'origen valencià. Va estar en funcionament fins a mitjans del segle xx, a càrrec de diversos masovers d'Arbolí. Actualment és un habitatge particular.
Fitxa F30 Agents Rurals: 2013.
Alta l'IPAC- VRA 2016